# William McKenzie (voile)
Pour les articles homonymes, voir William McKenzie.
William McKenzie est un skipper néo-zélandais né le 19 février 1997 à Auckland. Il a remporté avec Isaac McHardie la médaille d'argent du 49er aux Jeux olympiques d'été de 2024, organisés à Paris.